# Чудновский, Юрий Трофимович
Юрий Трофимович Чудновский (1843—1896) — русский учёный-медик, клинический терапевт, доктор медицины (1869), профессор (1876). Почётный член Общества русских врачей.

## Биография
Родился 15 мая 1843 года в Астрахани в семье священника.
С 1865 года обучался на Императорской медико-хирургической академии, был учеником профессора С. П. Боткина. С 1866 по 1869 год — младший ординатор Второго Военно-сухопутного госпиталя.
С 1870 года на научной и педагогической работе в Императорской военно-медицинской академии: с 1870 по 1872 год — ассистент кафедры академической терапевтической клиники, с 1872 года — приват-доцент, с 1876 год — профессор, с 1881 по 1895 год — заведующий кафедрой врачебной диагностики и общей терапии с клиникой. В период работы Высших женских медицинских курсов он преподавал на них терапию.
В 1877 году в период Русско-турецкой войны Ю. Т. Чудновский в качестве консультанта учреждений Красного Креста находился в составе действующей армии.

### Научно-педагогическая деятельность
Основная научно-педагогическая деятельность Ю. Т. Чудновского была связана с вопросами в области клинической терапии, им был открыт и описан новый признак прободения кишки, им был обобщён опыт работы во время эпидемии чумы на юге Поволжья. Ю. Т. Чудновский внёс большой вклад в изучение трихинеллеза, был инициатором введения в Российской империи микроскопического исследования и клеймения мяса. В 1869 году он защитил диссертацию на учёную степень доктора медицины по теме: «Материалы для клинического изучения действия кровопускания». Под руководством Ю. Т. Чудновского было написано более двести пятидесяти научных трудов.
Скончался 9 февраля 1896 года в Вене.